# Kościół Świętych Rocha i Sebastiana w Starym Sączu
Kościół Świętych Rocha i Sebastiana – rzymskokatolicki kościół cmentarny należący do parafii św Elżbiety Węgierskiej w Starym Sączu.
Jest to świątynia wzniesiona w latach 1643–1644, zapewne z wykorzystaniem pozostałości poprzedniej świątyni z 1595 roku. Obecnie jest używany jako kaplica cmentarna.
Budowla reprezentuje styl wczesnobarokowy i została wzniesiona z kamienia. Kościół składa się z krótkiej dwuprzęsłowej nawy i węższego prezbiterium, zamkniętego półkoliście. Świątynia nakryta jest dachami dwuspadowymi z dwiema wieżyczkami na sygnaturkę. Od strony zachodniej znajduje się większa wieżyczka, ośmiokątna, nakryta baniastym dachem hełmowym, natomiast od strony wschodniej jest umieszczona mniejsza, kwadratowa i nakryta daszkiem namiotowym. Na elewacji zachował się fragment fryzu sgraffitowego, biegnący przez całą jej szerokość. W dolnej części frontonu znajduje się portal zamknięty półkoliście. Drugi portal pochodzący z 1643 roku i znajdujący się w południowej elewacji został zamurowany. Wnętrze jest oświetlone przez okna zamknięte półkoliście (umieszczone w nawie) i koliście (umieszczone w prezbiterium i na frontonie). W dolne fragmenty frontonu i bocznych elewacji wmurowane są liczne epitafia. Nawę wewnątrz nakrywa sklepienie kolebkowe z lunetami, natomiast prezbiterium jest nakryte sklepieniem hemisferycznym. Na sklepieniu nawy znajdują się napisy związane być może z fundacją budowli: inicjał Maria, herb Szreniawa i data 1643. Tęcza zamknięta jest lekko zaostrzonym łukiem tęczowym.